# Rhopalephora scaberrima
Rhopalephora scaberrima là một loài thực vật có hoa trong họ Commelinaceae. Loài này được (Blume) Faden miêu tả khoa học đầu tiên năm 1977.